# Danh sách vua Akkad
Danh sách vua Akkad còn gọi là Agade. Akkad là một đế quốc lớn ở vùng Lưỡng Hà cổ đại vào thiên niên kỷ thứ 3 trước Công nguyên. Lãnh thổ của vương quốc này nằm trong khu vực mà ngày nay là Iraq, phía đông Thổ Nhĩ Kỳ và phía bắc Syria.
| Triều đại                             | Tên gọi                                 | Chú thích                                                |
| ------------------------------------- | --------------------------------------- | -------------------------------------------------------- |
| Vua của Sumer và Akkad                |                                         |                                                          |
| 2334 hoặc 2371 đến 2279 TCN hoặc 2315 | Sargon (Sharrum-Kin)                    | Trước đây là Vua xứ Kish                                 |
| 2278 hoặc 2315 đến 2270 TCN hoặc 2306 | Rimush                                  | Bị giết?                                                 |
| 2269 hoặc 2306 đến 2255 TCN hoặc 2291 | Manishtushu                             | Ám sát                                                   |
| 2254 hoặc 2291 đến 2218 TCN hoặc 2254 | Naram-Sin                               | Theo truyền thống cai trị trong 75 năm                   |
| 2217 hoặc 2254 đến 2193 TCN hoặc 2230 | Shar-Kali-Sharri                        |                                                          |
| 2192 hoặc 2230 đến 2169 TCN hoặc 2226 | Thời kỳ không vua                       | Tình trạng hỗn loạn sau khi người Guti xâm lược          |
| khoảng 2189 đến khoảng 2189 TCN       | Igigi                                   | Bỏ sót từ một số danh sách                               |
| khoảng 2189 đến khoảng 2189 TCN       | Nanum                                   | Bỏ sót từ một số danh sách                               |
| khoảng 2188 đến khoảng 2188 TCN       | Emi                                     | Bỏ sót từ một số danh sách                               |
| khoảng 2187 đến khoảng 2187 TCN       | Elulu                                   | Bỏ sót từ một số danh sách                               |
| khoảng 2186 đến khoảng 2168 TCN       | Dudu                                    |                                                          |
| 2168 đến 2154 TCN                     | Shu-turul (Shadural; Shu-Durul)         |                                                          |
| Vua của Sumer và Akkad tại Uruk       |                                         |                                                          |
| khoảng 2120 TCN đến khoảng 2113 TCN   | Utu-hegal                               | Bị phế truất; bỏ sót từ một số danh sách                 |
| Vua của Sumer và Akkad tại Ur         |                                         |                                                          |
| khoảng 2113 TCN đến khoảng 2096 TCN   | Ur-Nammu, Vua của Sumer và Akkad        |                                                          |
| khoảng 2095 TCN đến khoảng 2049 TCN   | Shulgi                                  |                                                          |
| khoảng 2048 TCN đến khoảng 2039 TCN   | Amar-Sin (Bursin)                       |                                                          |
| khoảng 2038 TCN đến khoảng 2030 TCN   | Shu-Sin                                 |                                                          |
| khoảng 2030 TCN đến khoảng 2022 TCN   | Ibbi-Sin                                | Bị người Elam bắt giữ khoảng năm 2005; số phận chưa biết |
| khoảng 2022 TCN                       | Người Amorite xâm lược kết liễu đế quốc |                                                          |